# ESDI
Enhanced Small Disk Interface (ESDI) je rozhraní pevných disků. Vznik standardu je počítán k roku 1983 firmou Maxtor Corporation. Ta vedla skupinu firem výrobců disků, které přijalo ESDI jako standard, který by měl následovat po již nevyhovujícím rozhraní ST-506. Rozhraní ESDI bylo později přijato i organizací American National Standards Institute (ANSI) a zaregistrováno pod značkou ANSI X3T9.2 Committe. Poslední verze dokumentu rozhraní ANSI ESDI je X3.170a-1991. Tento dokument je možné získat přímo od arganizace ANSI nebo od Global Engineering Documents.
ESDI na rozdíl od ST-506 má zvýšenou spolehlivost, např. pomocí endec zabudované do jednotky. Přenosová rychlost ESDI rozhraní je až 24 Mbit/s, ale většina disků využívající toto rozhraní je omezena na 10 až 15 Mbit/s.
Zdokonalené příkazy umožňovaly některým ESDI řadičům číst kapacitní parametry disku přímo z disku ESDI a také kontrolovat defekty disku. Zdokonalené příkazy mapování defektů u ESDI umožňují zapsat seznam vad od výrobce na disk jako soubor. Soubor s mapou defektů mohou přečíst řadiče i programy pro nízkoúrovňové formátování a dojde-li k chybě, tak porovnat a aktualizovat seznam vad při nízkoúrovňovém formátování či analýze povrchu disku.
Většina rozhraní ESDI má jednotky formátované 32 sektorů na stopu nebo více (je možné i 80 sektorů na stopu). Starší rozhraní ST-506 umožňovalo formátování od 17 do 26 sektorů na stopu. Větší hustota formátování zajišťuje dvakrát i vícekrát větší přenosovou rychlost dat s prokládáním 1:1.
Podobnost rozhraní ESDI s rozhraním ST-506 umožňuje nahrazení tohoto rozhraní bez ovlivnění funkčností programů v počítači. Většina řadičů ESDI je plně kompatibilní na úrovni registrů se staršími řadiči ST-506, což zajišťuje, aby s nimi pracovaly i operační systémy OS/2 a další bez větších problémů. Rozhraní BIOSu a mnoho nástrojů pro nízkoúrovňové formátování do ESDI jsou podobné jako u standardu ST-506, a proto jsou obě rozhraní zaměnitelná. Avšak pro plné využití speciálních funkcí jako je mapování defektů a analýza povrchu je důležité používat programy pro nízkoúrovňové formátování a analýzu povrchu navržené pro ESDI, které jsou implementovány do BIOSu řadiče.
Na konci osmdesátých let byla většina kvalitních počítačů od známých výrobců vybavena řadiče a diskem ESDI. Avšak vysoké nároky na výkon a snížení nákladů na výrobu způsobily zastarání ESDI.
Na konci devadesátých let bylo rozhraní již plně nahrazeno ATA a SCSI.

## Zapojení konektoru
| GROUND       | 1  | 2  | ~HD SLCT 3   |
| GROUND       | 3  | 4  | ~HD SLCT 2   |
| GROUND       | 5  | 6  | ~WRITE GATE  |
| GROUND       | 7  | 8  | ~CNFG/STATUS |
| GROUND       | 9  | 10 | ~XFER ACK    |
| GROUND       | 11 | 12 | ~ATTENTION   |
| GROUND       | 13 | 14 | ~HD SLCT 1   |
| Key (no pin) | 15 | 16 | ~SECTOR      |
| GROUND       | 17 | 18 | ~HD SLCT 1   |
| GROUND       | 19 | 20 | ~INDEX       |
| GROUND       | 21 | 22 | ~READY       |
| GROUND       | 23 | 24 | ~XFER REQ    |
| GROUND       | 25 | 26 | ~DRV SLCT 0  |
| GROUND       | 27 | 28 | ~DRV SLCT 1  |
| GROUND       | 29 | 30 | Reserved     |
| GROUND       | 31 | 32 | ~READ GATE   |
| GROUND       | 33 | 34 | ~CMD DATA    |

| ~DRV SLCTD  | 1  | 2  | ~SECTOR     |
| ~CMD COMPL  | 3  | 4  | ~ADDR MK EN |
| GROUND      | 5  | 6  | GROUND      |
| +WRITE CLK  | 7  | 8  | -WRITE CLK  |
| GROUND      | 9  | 10 | +RD/REF CLK |
| -RD/REF CLK | 11 | 12 | GROUND      |
| +NRZ WRITE  | 13 | 14 | -NRZ WRITE  |
| GROUND      | 15 | 16 | GROUND      |
| +NRZ READ   | 17 | 18 | -NRZ READ   |
| GROUND      | 19 | 20 | ~INDEX      |